# Genio y figura
Genio y figura va ser un programa d'humor emès en Espanya per Antena 3 entre els anys 1994 i 1995. Des de gener de 1995 va passar a dir-se Ingenio y locura i des de juliol Un millón de gracias.

## Format
Concurs en el qual els participants realitzaven proves còmiques. L'espai comptava amb humoristes fixos, que amenitzaven el programa comptant acudits. Entre ells, es van donar a conèixer Paz Padilla i Chiquito de la Calzada, que a partir de les seves aparicions en aquest programa va crear escola i va popularitzar moltes de les seves expressions.

## Presentadors
Inicialment va ser presentat pel mag Pepe Carroll, posteriorment substituït per Bertín Osborne, i sent Las Virtudes les conductores de l'última etapa del concurs.

## Humoristes
- Juan Bosco
- Chiquito de la Calzada
- El Gran Fali
- Manolo Mármol
- Paz Padilla
- Pilar Sánchez
- Felipe Segundo
- Juan Trujillo
- Juan José Burgos
- Juanma Maturana